# Раковка (Киевская область)

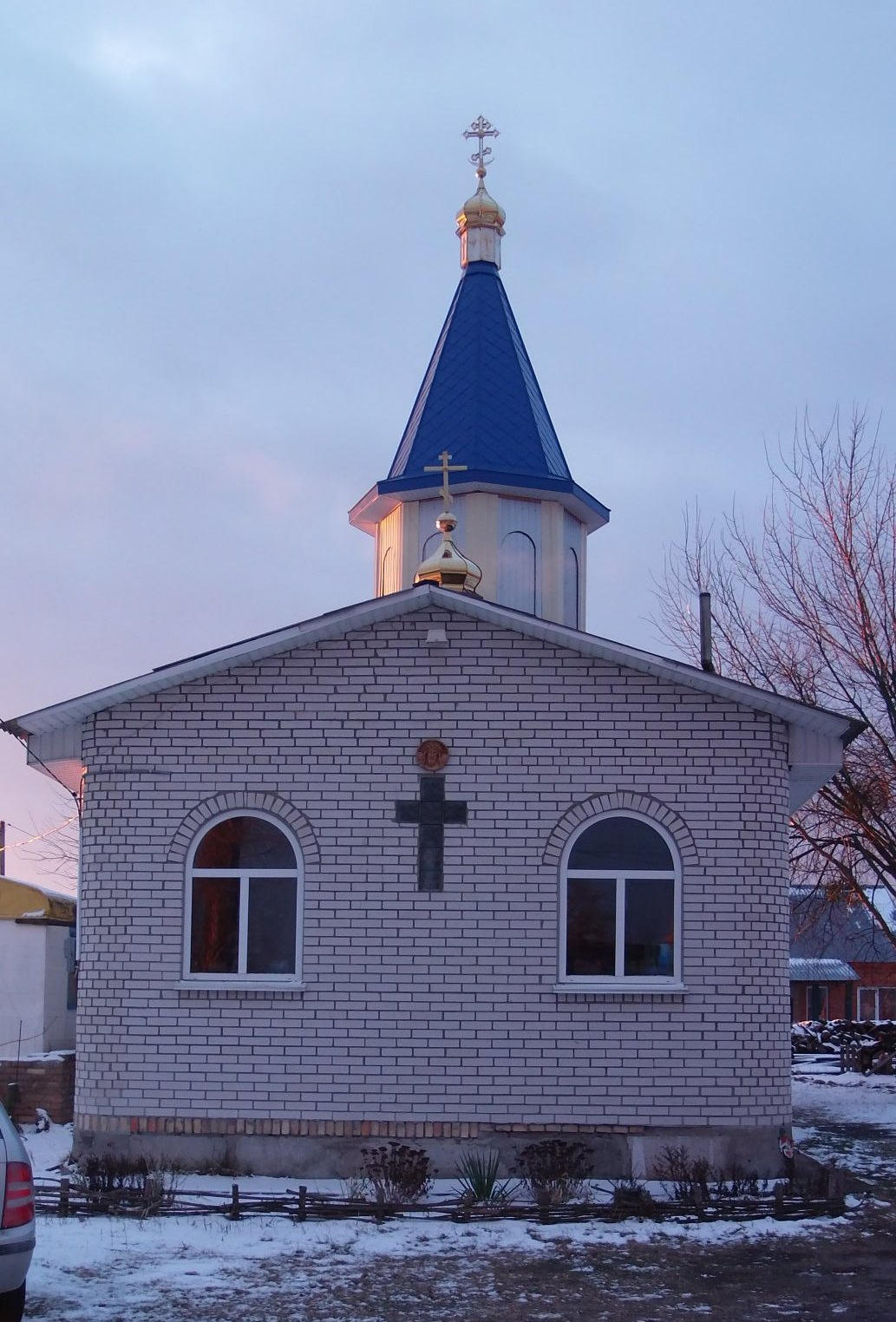
Раковка

Раковка (укр. Раківка) — село, входит в Вышгородский район Киевской области Украины. Является одной из самых горячих точек во время войны, между Украиной и Россией.
Есть немного, но интересных легенд о этом селе, и о его названии.
Население по переписи 2001 года составляло 330 человек. Почтовый индекс — 07351. Телефонный код — 4596. Занимает площадь 1 км². Код КОАТУУ — 3221887504.

## Местный совет
07351, Київська обл., Вишгородський р-н, с.Синяк, вул.Леніна,60